# Hajszán Gyula
Hajszán Gyula (Sopron, 1961. október 9. –) magyar labdarúgó, edző és önkormányzati képviselő.

## Pályafutása

### Klubcsapatban
Újkéren kezdte a labdarúgást. 1976-ban került a Haladáshoz, ahol az első csapatban már 16 évesen lehetőséget kapott előkészületi és kupa mérkőzéseken. Egy évig Sopronban szerepelt kölcsönben. Ezután a Rába ETO-ban lett élvonalbeli játékos. 1981 és 1986 között tagja volt a győriek történetének legsikeresebb csapatának: kétszeres bajnok, ezüstérmes és egyszeres bronzérmes. 1989 és 1993 között a német MSV Duisburg és Tennis Borussia játékosa volt. Ezután visszatért Győrbe és 1996-ban itt fejezte be az aktív labdarúgást.

### A válogatottban
A magyar válogatottban 1982 és 1989 között 37 alkalommal szerepelt és 4 gól szerzett. Tagja volt az 1986-os mexikói világbajnokságon szereplő csapatnak.

### Edzőként
Visszavonulása után az ETO-nál lett edző. Először a serdülő csapatnál, majd 2002 és 2007 között az utánpótlás és junior csapatnál. 2007-től a Győrsövényház vezetőedzője.

## Közélet
2006-ban a győri 11-es (Szabadhegy) körzetben indult az önkormányzati választásokon, a KDNP-Fidesz közös jelöltjeként és 1775 szavazatot szerezve (53,56%) lett képviselő.

## Sikerei, díjai
- Magyar bajnok
  - bajnok: 1981–1982, 1982–1983
  - 2.: 1983–1984, 1984–1985
  - 3.: 1985–1986
- Magyar kupa (MNK)
  - döntős: 1983–1984
- Pro Urbe, Győr (1983)

## Statisztika

### Mérkőzései a válogatottban
| Magyarország | Magyarország         | Magyarország                          | Magyarország     | Magyarország | Magyarország   | Magyarország       | Magyarország | Magyarország |
| #            | Dátum                | Helyszín                              | Hazai            | Eredmény     | Vendég         | Kiírás             | Gólok        | Esemény      |
| ------------ | -------------------- | ------------------------------------- | ---------------- | ------------ | -------------- | ------------------ | ------------ | ------------ |
| 1.           | 1982. október 6.     | Párizs, Parc des Princes              | Franciaország    | 1 – 0        | Magyarország   | barátságos         | -            |              |
| 2.           | 1983. március 27.    | Luxembourg                            | Luxemburg        | 2 – 6        | Magyarország   | Eb-selejtező       | -            | 73'          |
| 3.           | 1983. április 13.    | Coimbra, Municipal-stadion            | Portugália       | 0 – 0        | Magyarország   | barátságos         | -            | 77'          |
| 4.           | 1983. április 17.    | Budapest, Népstadion                  | Magyarország     | 6 – 2        | Luxemburg      | Eb-selejtező       | 1            | 23'          |
| 5.           | 1983. április 27.    | London, Wembley Stadion               | Anglia           | 2 – 0        | Magyarország   | Eb-selejtező       | -            |              |
| 6.           | 1983. május 15.      | Budapest, Népstadion                  | Magyarország     | 2 – 3        | Görögország    | Eb-selejtező       | 1            | 88'          |
| 7.           | 1983. június 1.      | Koppenhága, Idraets Park              | Dánia            | 3 – 1        | Magyarország   | Eb-selejtező       | -            |              |
|              | 1983. szeptember 7.  | Budapest, Népstadion                  | Magyarország     | 0 – 1        | Szovjetunió    | olimpiai selejtező | -            |              |
|              | 1983. szeptember 21. | Drama                                 | Görögország      | 1 – 2        | Magyarország   | olimpiai selejtező | -            | 73'          |
| 8.           | 1983. október 12.    | Budapest, Népstadion                  | Magyarország     | 0 – 3        | Anglia         | Eb-selejtező       | -            |              |
| 9.           | 1983. december 3.    | Szaloniki, Kaftanzoglu-stadion        | Görögország      | 2 – 2        | Magyarország   | Eb-selejtező       | -            | 26'          |
| 10.          | 1984. január 18.     | Cádiz, Ramón de Carranza Stadion      | Spanyolország    | 0 – 1        | Magyarország   | barátságos         | -            |              |
|              | 1984. április 11.    | Budapest, Megyeri úti stadion         | Magyarország     | 1 – 1        | Bulgária       | olimpiai selejtező | -            | 46'          |
|              | 1984. április 25.    | Moszkva, Luzsnyiki Stadion            | Szovjetunió      | 0 – 1        | Magyarország   | olimpiai selejtező | -            |              |
| 11.          | 1984. május 23.      | Székesfehérvár, Sóstói Stadion        | Magyarország     | 0 – 0        | Norvégia       | barátságos         | -            | 63'          |
| 12.          | 1984. május 31.      | Budapest, Üllői úti Stadion           | Magyarország     | 1 – 1        | Spanyolország  | barátságos         | -            |              |
| 13.          | 1984. június 6.      | Brüsszel, Heysel Stadion              | Belgium          | 2 – 2        | Magyarország   | barátságos         | 1            | 43' 46'      |
| 14.          | 1984. augusztus 22.  | Budapest, Népstadion                  | Magyarország     | 3 – 0        | Svájc          | barátságos         | -            | 66'          |
| 15.          | 1984. augusztus 25.  | Budapest, Népstadion                  | Magyarország     | 0 – 2        | Mexikó         | barátságos         | -            | 46'          |
| 16.          | 1985. október 16.    | Cardiff, Ninian Park                  | Wales            | 0 – 3        | Magyarország   | barátságos         | 1            | 52'          |
| 17.          | 1985. december 9.    | Irapuato (MEX)                        | Magyarország     | 1 – 0        | Dél-Korea      | barátságos         | -            | 46'          |
| 18.          | 1985. december 11.   | Monterrey, Technológico Stadion (MEX) | Magyarország     | 3 – 1        | Algéria        | barátságos         | -            | 61'          |
| 19.          | 1985. december 14.   | Toluca                                | Mexikó           | 2 – 0        | Magyarország   | barátságos         | -            | 60'          |
| 20.          | 1986. január 30.     | El, ben-Khalifa-stadion (QAT)         | Ázsia-válogatott | 0 – 3        | Magyarország   | barátságos         | -            | 73'          |
| 21.          | 1986. február 1.     | Doha, el-Kabir-stadion (QAT)          | Ázsia-válogatott | 0 – 2        | Magyarország   | barátságos         | -            | 60'          |
| 22.          | 1986. február 2.     | Doha                                  | Katar            | 0 – 3        | Magyarország   | barátságos         | -            | 59'          |
| 23.          | 1986. szeptember 9.  | Oslo, Ullevaal Stadion                | Norvégia         | 0 – 0        | Magyarország   | barátságos         | -            | 88'          |
| 24.          | 1987. július 28.     | Lipcse, Zentralstadion                | NDK              | 0 – 0        | Magyarország   | barátságos         | -            |              |
| 25.          | 1987. szeptember 9.  | Glasgow, Hampden Park                 | Skócia           | 2 – 0        | Magyarország   | barátságos         | -            |              |
| 26.          | 1987. október 14.    | Budapest, Népstadion                  | Magyarország     | 3 – 0        | Görögország    | Eb-selejtező       | -            |              |
| 27.          | 1987. december 2.    | Budapest, Üllői úti Stadion           | Magyarország     | 1 – 0        | Ciprus         | Eb-selejtező       | -            |              |
| 28.          | 1988. augusztus 31.  | Linz, Linzer Stadion                  | Ausztria         | 0 – 0        | Magyarország   | barátságos         | -            |              |
| 29.          | 1988. szeptember 21. | Reykjavík, Laugardarsvöllur           | Izland           | 0 – 3        | Magyarország   | barátságos         | -            |              |
| 30.          | 1988. október 19.    | Budapest, Népstadion                  | Magyarország     | 1 – 0        | Észak-Írország | vb-selejtező       | -            | 82'          |
| 31.          | 1988. november 15.   | Pireusz, Karaiszkákisz Stadion        | Görögország      | 3 – 0        | Magyarország   | barátságos         | -            | 79'          |
| 32.          | 1989. március 8.     | Budapest, Népstadion                  | Magyarország     | 0 – 0        | Írország       | vb-selejtező       | -            |              |
| 33.          | 1989. április 4.     | Budapest, Népstadion                  | Magyarország     | 3 – 0        | Svájc          | barátságos         | -            |              |
| 34.          | 1989. április 12.    | Budapest, Népstadion                  | Magyarország     | 1 – 1        | Málta          | vb-selejtező       | -            |              |
| 35.          | 1989. április 26.    | Taranto, Jacovone Stadion             | Olaszország      | 4 – 0        | Magyarország   | barátságos         | -            | 65'          |
| 36.          | 1989. június 4.      | Dublin, Landsdowne Road               | Írország         | 2 – 0        | Magyarország   | vb-selejtező       | -            | 88'          |
| 37.          | 1994. április 6.     | Szombathely, Rohonci úti stadion      | Magyarország     | 0 – 1        | Szlovénia      | barátságos         | -            | 46'          |
|              | Összesen             |                                       |                  | 37           | mérkőzés       |                    | 4            | gól          |